# On My Mind (Disciples)
On My Mind is een nummer van het Britse productietrio Disciples uit 2017.
"On My Mind" gaat over een vrouw die de ik-figuur maar niet uit zijn hoofd kan zetten. Het nummer werd een klein hitje op de Britse eilanden, in het Nederlandse taalgebied en in een aantal Oost-Europese landen. In het Verenigd Koninkrijk haalde het nummer een bescheiden 15e positie. In de Nederlandse Top 40 haalde het de 28e positie, en in de Vlaamse Ultratop 50 de 10e.